# 桜井好朗
桜井 好朗（さくらい よしろう、1931年9月17日 - 2014年5月8日）は、日本の国文学者、文学博士。椙山女学園大学名誉教授。元佛教大学教授。花井純一郎の筆名で詩人。1960年代から、中世日本紀・中世神話研究において先陣を切った。1982年、芸術選奨文部大臣賞（『中世日本文化の形成－神話と歴史叙述』東京大学出版会）。

## 略歴
1931年9月17日、愛知県瀬戸市に生まれる。1954年3月、名古屋大学文学部史学科卒業。　
1954年4月に名古屋市立志賀中学校教諭となる。1957年4月から名古屋市立中央高等学校教諭を経て、1961年4月から名古屋市立桜台高等学校教諭。
1967年4月からの豊田工業高等専門学校講師を経て、1969年4月に豊田工業高等専門学校助教授就任。
1974年4月、椙山女学園大学助教授。1976年4月、椙山女学園大学教授就任。
1977年、『神々の変貌』（東京大学出版会 1976年9月1日）で名古屋大学より文学博士の学位取得（名古屋大学・論文博士・1977年）。
1982年、芸術選奨文部大臣賞（『中世日本文化の形成－神話と歴史叙述』東京大学出版会 1981年5月1日）。東京大学文学部から教授になってほしいと声がかかるが断る。
1997年3月、椙山女学園大学教授辞任（椙山女学園大学が文学部国文科や短期大学部文学科国文専攻と他学部の統合、「国文」名称の廃止を計画し、国文学の取り扱いを軽んじたため、定年退職前に椙山女学園大学に見切りをつけて辞めた）。椙山女学園大学名誉教授。
1997年4月に佛教大学文学部教授就任、2001年3月に佛教大学教授退任。
2001年4月、黄塵草堂桜井私塾主宰、塾長（読書会）。
2014年5月8日早朝、名古屋市千種区の自宅にて82歳で死去（前夜に妻と夕食を共にし、好きな酒を楽しんで、午前2時まで読書していたが、突然亡くなった）。2014年5月9日金曜午後7時から通夜、同年5月10日土曜午前11時半から告別式が吹上愛昇殿にて行われた。

## 人物・研究
- 1960年代から、中世日本紀・中世神話研究において先陣を切った。
- 中世史、中世文学をベースに、隠者、宗教、芸能など対象は幅広い。
- 塚本邦雄など現代歌人についても論考がある。筆名・花井純一郎で詩歌も作った。
- 芸術選奨文部大臣賞を受賞し、東京大学出版会から書籍を数冊出版しているように、東京大学の教授になる話があったが、地元の椙山女学園大学の研究環境を好み、自らのペースで、国文学にとらわれない広い領域の研究を続けた。
- 椙山女学園大学短期大学部の桜井ゼミは「大学院レベル」の研究指導がされていた[2]。
- 子供がいなかった。夫婦ふたりの生活だった。

## 受賞歴
- 1982年 芸術選奨 文部大臣賞受賞『中世日本文化の形成－神話と歴史叙述』（東京大学出版会 1981年4月）

## 著書
- 『隠者の風貌 隠遁生活とその精神』塙書房(塙選書) 1967年
- 『日本の隠者』塙書房(塙新書) 1969年、新版1986年、オンデマンド版2005年
- 『中世日本人の思惟と表現』未来社 1970年
- 『花井純一郎詩歌集 祝祭空間』母岩社 1972年
- 『中世日本の精神史的景観』塙書房 1974年、新版1986年
- 『神々の変貌 社寺縁起の世界から』東京大学出版会 1976年9月、新版2009年 ISBN 4130230174 / ちくま学芸文庫 2000年3月
- 『吉野の霧 太平記』平凡社名作文庫 1978年7月 / 吉川弘文館（読みなおす日本史）2016年
- 『中世日本文化の形成 神話と歴史叙述』東京大学出版会 1981年5月1日
- 『空より参らむ 中世論のために』人文書院 1983年6月
- 『中世日本の王権・宗教・芸能』人文書院 1988年10月
- 『祭儀と注釈 中世における古代神話』吉川弘文館 1993年9月 / 法蔵館文庫 2023年11月
- 『儀礼国家の解体 中世文化史論集』吉川弘文館 1996年6月
- 『中世日本の神話と歴史叙述』岩田書院 2006年10月

### 編著・共著
- 『古典と現代』中央公論社 1974年2月28日、共著者に山崎正和・梅原猛ほか
- 『一休・蓮如』（日本名僧論集 第10巻）吉川弘文館 1983年4月
- 『神と仏 仏教受容と神仏習合の世界』春秋社（大系仏教と日本人）1985年、新版2000年 共著者に上野千鶴子ほか
- 『椙山女学園大学短期大学部二十周年記念論集』椙山女学園大学短期大学部 1989年
- 『冥顕論 : 日本人の精神史』法藏館 2012年3月